# Utegrisar

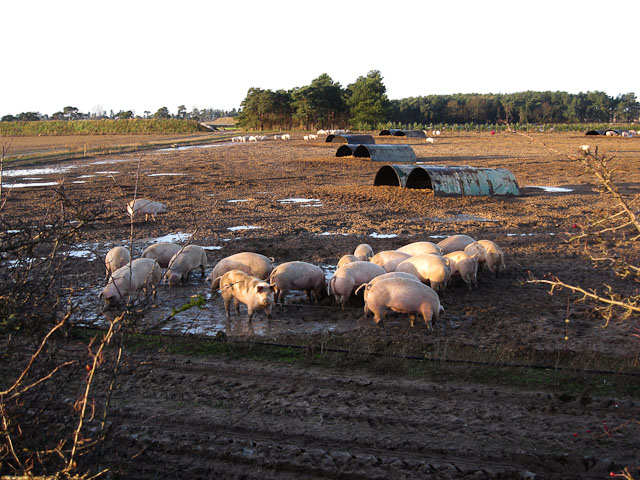
Utegrisar.

Utegrisar är grisar som helt eller delvis har tillgång till utevistelse. Förr i tiden var detta mycket vanligt förekommande då småbrukare höll några grisar var och de fick ströva fritt i skogen.